# Euzophera lunulella
Euzophera lunulella is een vlinder uit de familie snuitmotten (Pyralidae). De wetenschappelijke naam is voor het eerst geldig gepubliceerd in 1836 door O. Costa.
De soort komt voor in Europa.